# 日熱科夫電視塔

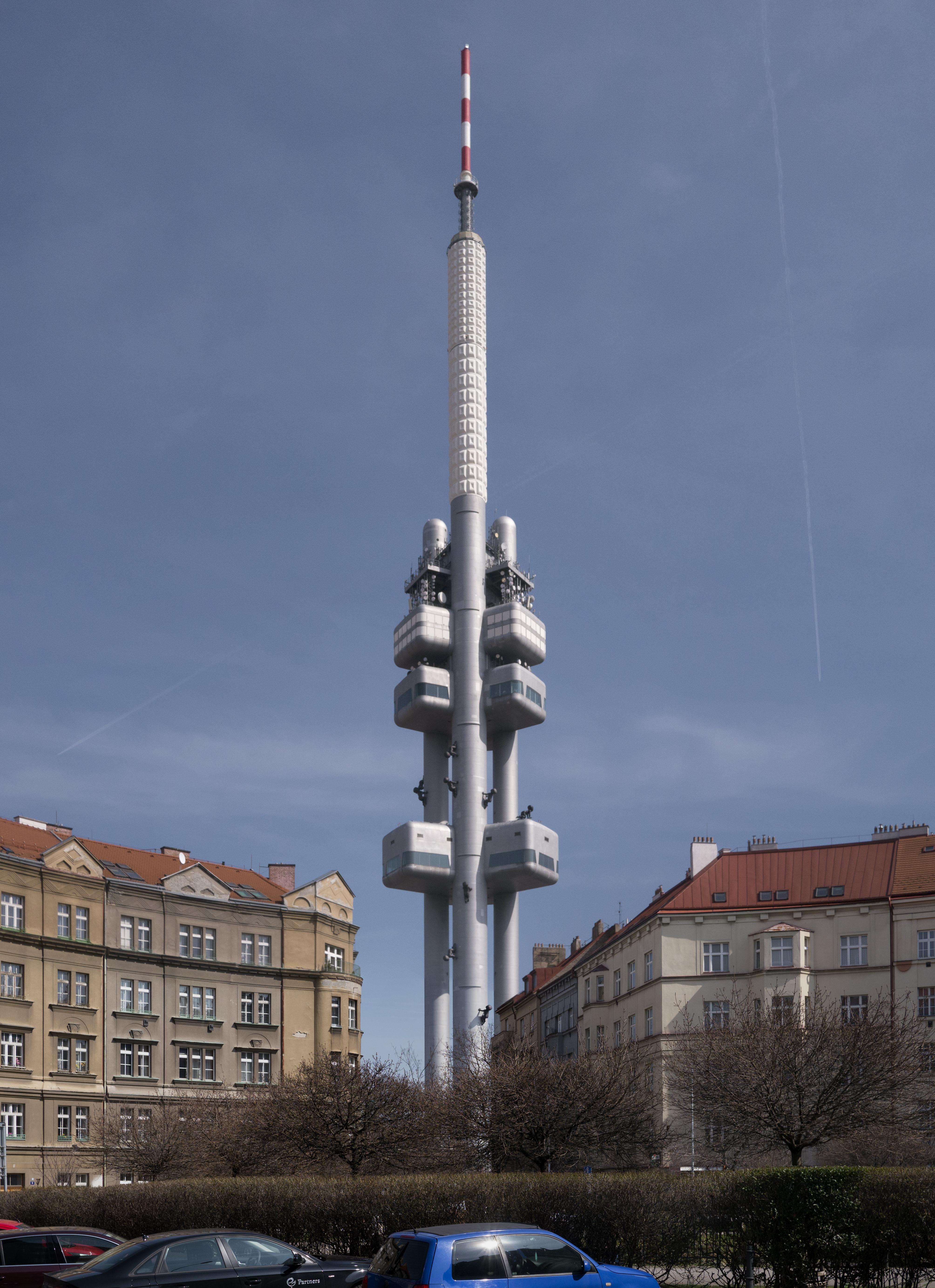
日熱科夫電視塔

日熱科夫電視塔（捷克語：Žižkovský vysílač）是位於捷克布拉格的一座電視塔，以其獨特的外觀而聞名。電視塔修建於1985年至1992年期間。電視塔的高度是216公尺。日熱科夫電視塔因其獨特的外觀和突出的高度而成為布拉格地標之一，吸引眾多遊客參觀。自2006年開始，該塔在夜間進行紅白藍三色點燈。

## 外部連結
- Prague TV Tower website (also in English)

50°04′51″N 14°27′05″E / 50.08083°N 14.45139°E